# Francia ai XXII Giochi olimpici invernali
La Francia ha partecipato ai XXII Giochi olimpici invernali, che si sono svolti dal 7 al 23 febbraio a Soči in Russia, con una delegazione composta da 116 atleti.

## Biathlon
La Francia ha 12 atleti qualificati secondo le prestazioni del 2012 e del 2013
- 6 Uomini
- 6 Donne

## Pattinaggio di figura
La Francia ha 11 atleti qualificati:
- Danza sul ghiaccio : 2 coppie
- 1 Donne
- 2 Uomini
- 2 Coppie